# Abraham Brueghel

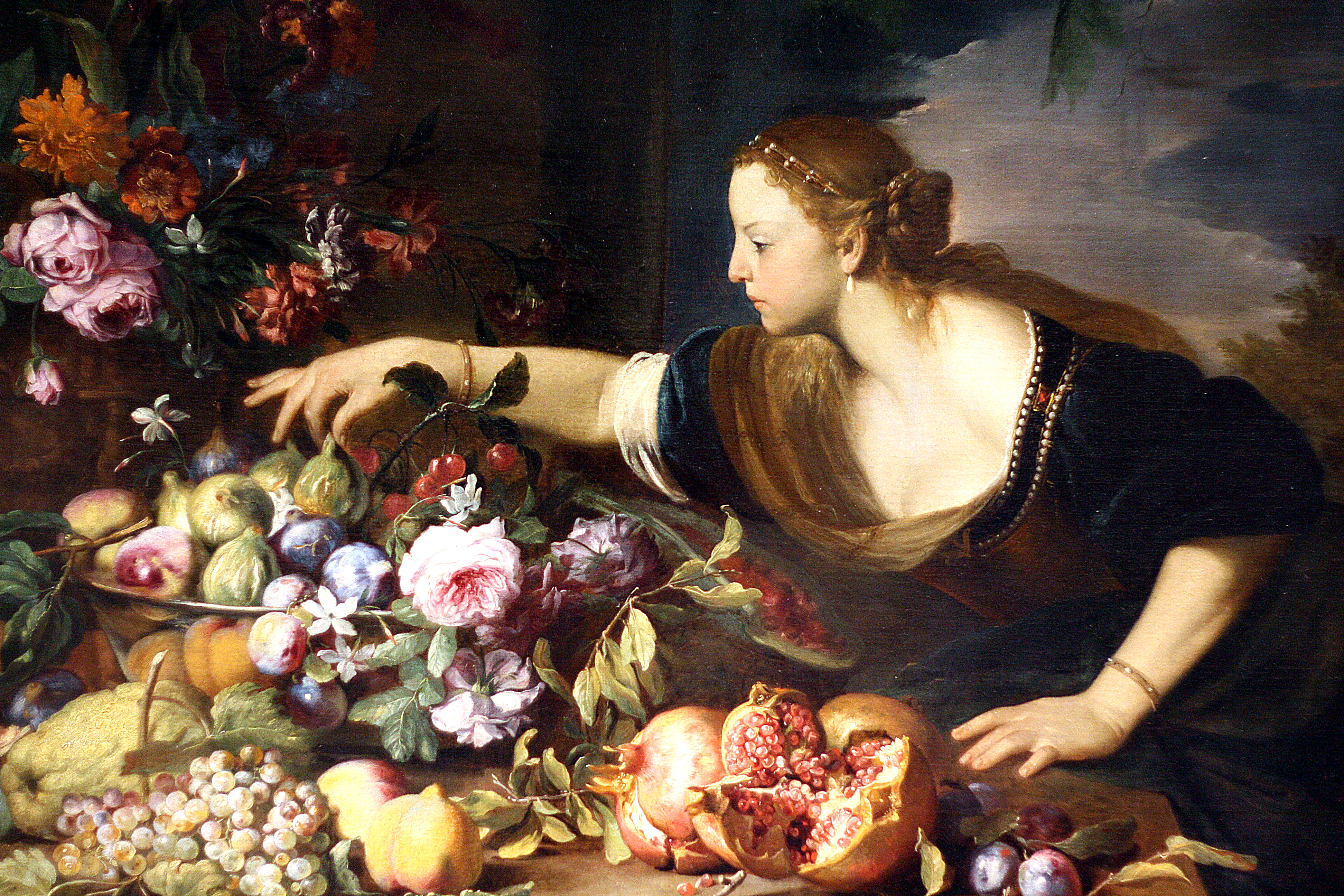
Mujer con fruta (Vrouw met fruit). 1669.

Abraham Brueghel (Amberes, 28 de noviembre de 1631 – 1690) fue un pintor flamenco, hijo de Jan Brueghel el Joven, nieto de Jan Brueghel el Viejo y bisnieto de Pieter Brueghel el Viejo.

## Biografía
Nacido en Amberes, con 18 años se fue a Sicilia y en 1659, se traslada a Roma. En 1670 se incorpora como académico a la Accademia di San Luca.
Su bodegón, Pomegranates and Other Fruit in a Landscape, actualmente en el Museo Metropolitano de Arte de Nueva York, había sido atribuido anteriormente a Velázquez, entre otros.
Por un grabado a buril encargado por él en 1670, se supo de la existencia de una importante obra realizado por su bisabuelo, Pieter Brueghel el Viejo, El vino de la fiesta de san Martín que, tras pertenecer a los duques de casa de Medinaceli hasta el siglo XX, desaparece hasta ser adquirido por el Museo Nacional del Prado en el año 2010.

## Árbol genealógico
|  |  |                          |                          |                          |                          | Pieter Brueghel el Viejo |                          |                       |                       |                       |                       |                       |                       |                       |                       |               |               |               |               |               |               |  |  |                        |                        |                        |                        |                        |                        |
|  |  |                          |                          |                          |                          |                          |                          |                       |                       |                       |                       |                       |                       |                       |                       |               |               |               |               |               |               |  |  |                        |                        |                        |                        |                        |                        |
|  |  |                          |                          |                          |                          |                          |                          |                       |                       |                       |                       |                       |                       |                       |                       |               |               |               |               |               |               |  |  |                        |                        |                        |                        |                        |                        |
|  |  | Pieter Brueghel el Joven | Pieter Brueghel el Joven | Pieter Brueghel el Joven | Pieter Brueghel el Joven | Pieter Brueghel el Joven | Pieter Brueghel el Joven |                       |                       | Jan Brueghel el Viejo | Jan Brueghel el Viejo | Jan Brueghel el Viejo | Jan Brueghel el Viejo | Jan Brueghel el Viejo | Jan Brueghel el Viejo |               |               |               |               |               |               |  |  |                        |                        |                        |                        |                        |                        |
|  |  | Pieter Brueghel el Joven | Pieter Brueghel el Joven | Pieter Brueghel el Joven | Pieter Brueghel el Joven | Pieter Brueghel el Joven | Pieter Brueghel el Joven |                       |                       | Jan Brueghel el Viejo | Jan Brueghel el Viejo | Jan Brueghel el Viejo | Jan Brueghel el Viejo | Jan Brueghel el Viejo | Jan Brueghel el Viejo |               |               |               |               |               |               |  |  |                        |                        |                        |                        |                        |                        |
|  |  |                          |                          |                          |                          |                          |                          |                       |                       |                       |                       |                       |                       |                       |                       |               |               |               |               |               |               |  |  |                        |                        |                        |                        |                        |                        |
|  |  |                          |                          |                          |                          |                          |                          |                       |                       |                       |                       |                       |                       |                       |                       |               |               |               |               |               |               |  |  |                        |                        |                        |                        |                        |                        |
|  |  |                          |                          |                          |                          |                          |                          | Jan Brueghel el Joven | Jan Brueghel el Joven | Jan Brueghel el Joven | Jan Brueghel el Joven | Jan Brueghel el Joven | Jan Brueghel el Joven |                       |                       | Anna Brueghel | Anna Brueghel | Anna Brueghel | Anna Brueghel | Anna Brueghel | Anna Brueghel |  |  | David Teniers el Joven | David Teniers el Joven | David Teniers el Joven | David Teniers el Joven | David Teniers el Joven | David Teniers el Joven |
|  |  |                          |                          |                          |                          |                          |                          | Jan Brueghel el Joven | Jan Brueghel el Joven | Jan Brueghel el Joven | Jan Brueghel el Joven | Jan Brueghel el Joven | Jan Brueghel el Joven |                       |                       | Anna Brueghel | Anna Brueghel | Anna Brueghel | Anna Brueghel | Anna Brueghel | Anna Brueghel |  |  | David Teniers el Joven | David Teniers el Joven | David Teniers el Joven | David Teniers el Joven | David Teniers el Joven | David Teniers el Joven |
|  |  |                          |                          |                          |                          |                          |                          |                       |                       |                       |                       |                       |                       |                       |                       |               |               |               |               |               |               |  |  |                        |                        |                        |                        |                        |                        |
|  |  |                          |                          |                          |                          |                          |                          | Abraham Brueghel      |                       |                       |                       |                       |                       |                       |                       |               |               |               |               |               |               |  |  |                        |                        |                        |                        |                        |                        |